# Эпшики
Эпши́ки (чув. Юпшик Ялтӑра) — деревня в Вурнарском районе Чувашской Республики. Входит в состав Азимсирминского сельского поселения.

## География
Находится в центральной части Чувашии, на расстоянии приблизительно 20 км на северо-запад по прямой от районного центра поселка Вурнары.

## История
Известна с 1858 года как околоток деревни Первая Ялдра (ныне в составе деревни Малдыкасы) с 268 жителями. В 1906 году было учтено 65 дворов и 327 жителей, в 1926 — 81 двор, 367 жителей, в 1939—403 жителя, в 1979—278. В 2002 году было 70 дворов, в 2010 — 58 домохозяйств. В 1931 году был образован колхоз «Никитин», в 2010 действовал ОАО «Вурнарский мясокомбинат».

## Население
Постоянное население составляло 189 человек (чуваши 98 %) в 2002 году, 176 в 2010.